# Karesuando distrikt
Karesuando distrikt är ett distrikt i Kiruna kommun och Norrbottens län. Distriktet som är Sveriges nordligaste ligger omkring Karesuando i norra Lappland och gränsar till både Norge och Finland. 

## Tidigare administrativ tillhörighet
Distriktet inrättades 2016 och utgörs av socknen Karesuando i Kiruna kommun.
Området motsvarar den omfattning Karesuando församling hade 1999/2000.

## Tätorter och småorter
I Karesuando distrikt finns två tätorter och en småort.

### Tätorter
- Karesuando
- Kuttainen

### Småorter
- Idivuoma